# Counter-Strike (seria)
Counter-Strike – seria gier komputerowych z gatunku first-person shooter. W głównej mierze gry są przeznaczone dla rozgrywki wieloosobowej, w których gracze walczą między sobą wcielając się w terrorystów lub antyterrorystów.

## Historia
Pierwszą grą była Counter-Strike wydana w 1999 roku na systemy Windows. Gra opracowana przez Minha Le i Jessa Cliffe’a była modyfikacją Half-Life’a. Pięć lat później w 2004 roku pojawiła się druga odsłona gry Counter-Strike: Condition Zero. W listopadzie tego samego roku pojawił się remake pierwszej gry pod tytułem Counter-Strike: Source. Gra ta została stworzona na nowym silniku Source i wydana przez Valve. Czwarta odsłona głównej serii Counter-Strike: Global Offensive również została wydana przez Valve. Gra pojawiła się w 2012 roku i ukazała się na platformach: Windows, OS X, Xbox 360 i PlayStation 3.
22 marca 2023 Valve ogłosiło Counter-Strike 2. Gra wykorzystuje silnik Source 2 i jest darmową aktualizacją do Counter-Strike: Global Offensive. Została wydana 27 września 2023 roku.

## Gry

### Główna seria
- Counter-Strike (1999)
- Counter-Strike: Condition Zero (2004)
- Counter-Strike: Source (2004)
- Counter-Strike: Global Offensive (2012)
- Counter-Strike 2 (2023)

### Spin-offy
- Counter-Strike Neo (2012) – japońska wersja arcade wydana na Linuksa przez Namco[5]
- Counter-Strike Online (2012) – wersja online gry, wydana w niektórych państwach azjatyckich przez Nexon[6]
- Counter-Strike Nexon: Studio (2014) – dla wielbicieli zombie, wydana przez Nexon[7]